# Lepidostoma elaphodes
Lepidostoma elaphodes is een schietmot uit de familie Lepidostomatidae. De soort komt voor in het Oriëntaals gebied.